# Michael Stipe

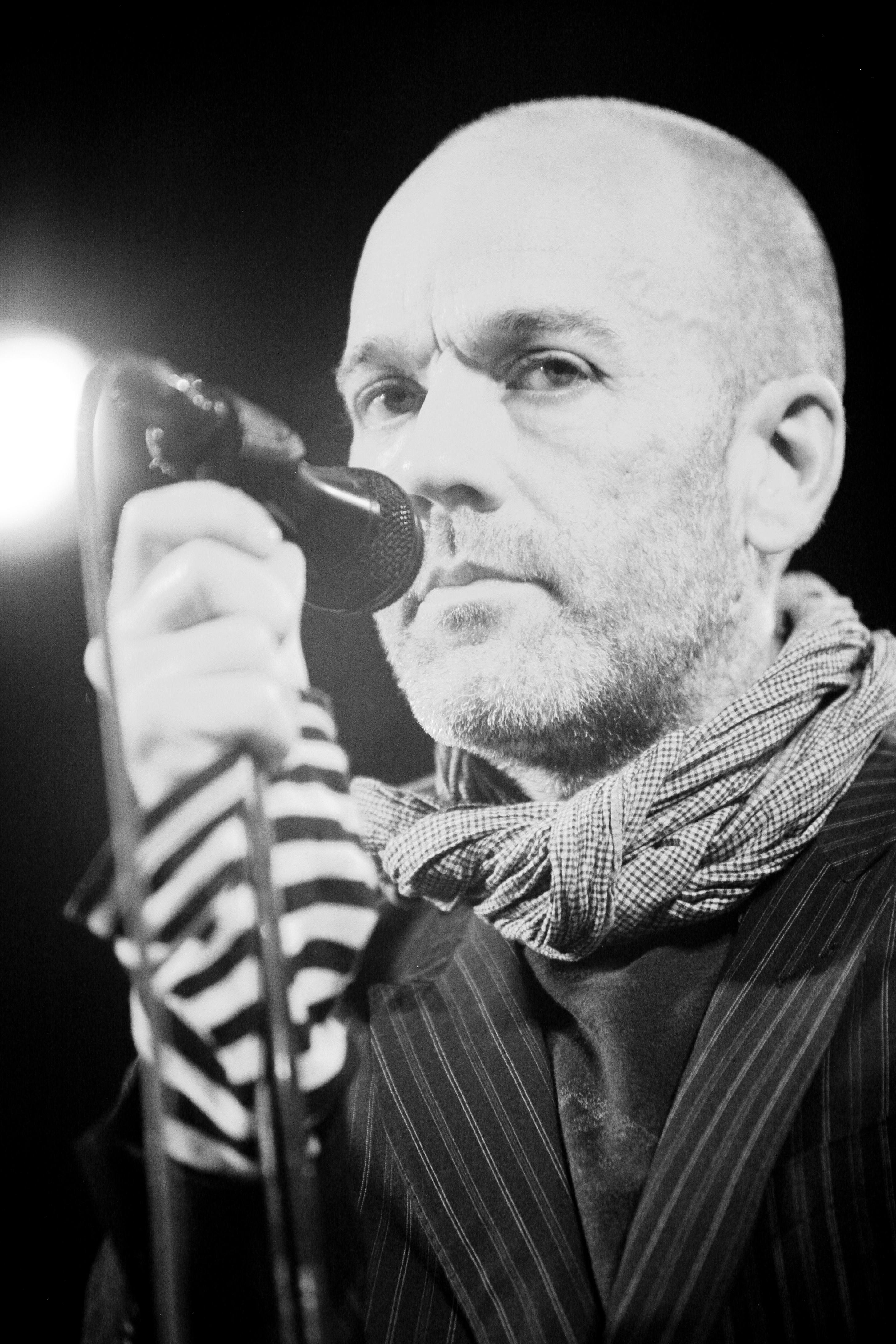
Michael Stipe beim South by Southwest 2008

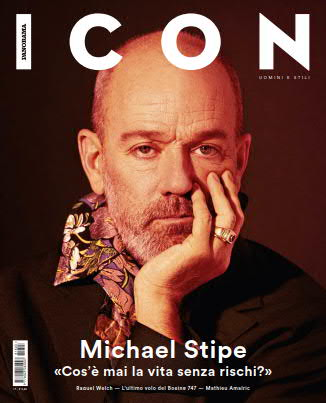
Michael Stipe in Icon, März 2018

John Michael Stipe (* 4. Januar 1960 in Decatur, Georgia) ist ein US-amerikanischer Sänger, Songschreiber, Filmproduzent sowie Gründungsmitglied, Sänger und kreativer Kopf der Alternative-Rock-Band R.E.M.

## Leben
Stipes Kindheit war geprägt von vielen Umzügen, da sein Vater beim Militär arbeitete. Stipe lebte 1967/68 unter anderem auch in Hanau in Deutschland.
1980, während er an der Universität in Athens (Georgia, USA) Kunst und Photographie studierte, traf er auf Mike Mills, Peter Buck und Bill Berry, mit denen er nach dem Studienabbruch die Band R.E.M. gründete. Innerhalb weniger Jahre brachte es die Formation zu Ruhm in der Independent-Szene und war eine der ersten Bands, die ebenfalls großen Erfolg im Mainstream hatte. Parallel war er 1980 Mitbegründer der Band Tanzplagen, der er parallel zum Hauptprojekt R.E.M. bis Ende 1981 angehörte.
Michael Stipe arbeitete mit diversen anderen Künstlern zusammen, so zum Beispiel mit Patti Smith (mit ihr entstand beispielsweise das Lied E-Bow the Letter), Natalie Merchant und Kristin Hersh u. a. beim Lied Your Ghost. Er kannte Hersh seit seiner Kindheit, verlor sie jedoch aus den Augen. Erst als sowohl Stipe mit R.E.M. als auch Hersh mit den Throwing Muses bereits etabliert waren, begegneten sie sich wieder.
Neben seiner musikalischen Karriere engagiert sich Michael Stipe auch sozial und politisch und betätigt sich künstlerisch (u. a. Fotografie und Filmkunst). Er ist Mitinhaber der Filmproduktionsfirma Single Cell Pictures, die unter anderem die Kinofilme Velvet Goldmine, Being John Malkovich und American Movie produzierte. Seit Oktober 2014 unterrichtet er am Steinhardt Department of Art and Art Professions der New York University.

## Privatleben
Stipe lebt mit seinem langjährigen Partner, dem Fotografen Thomas Dozol, in New York City und Berlin, außerdem verbringt er regelmäßig Zeit in Athens und Frankreich. Stipe outete sich 2001 in einem in der Time erschienenen Artikel als queer artist.
Er war ein guter Freund des verstorbenen Kurt Cobain und dessen Frau Courtney Love. Stipe ist Patenonkel von Frances Bean Cobain, der Tochter der beiden.

## Diskografie

### Mit R.E.M.
- siehe R.E.M./Diskografie

### Kooperationen
- 1989: Kid Fears (mit den Indigo Girls)
- 1991: I’ll Give You My Skin (mit den Indigo Girls)
- 1991: You Woke up My Neighbourhood (mit Billy Bragg)
- 1992: Trout (mit Neneh Cherry)
- 1994: Your Ghost (mit Kristin Hersh)
- 1998: Happiness (mit Rain Phoenix, Titelsong des Films Happiness)
- 2001: mehrere Lieder auf dem Album Two von Utah Saints
- 2002: Greenfields (mit Faultline)
- 2006: Broken Promise (mit Placebo)
- 2006: In the Sun (mit Coldplay – ausschließlich als Download im iTunes Store erhältlich)
- 2013: Rio Grande (mit Courtney Love erschienen auf Son of Rogue’s Gallery)

## Zitate
- “Radiohead are so good they scare me.”[14]
- “We love Peter Gabriel — great minds think alike.”[14]